# Ахелој (река)
Ахелој (грч. Αχελώος), такође Ахелос, је река у западној Грчкој дужине 220 км. Она је чинила границу између Акарнаније и Етолије у античко доба. Улива се у Јонско море. У древним временима њен дух је био поштован као речни бог Ахелој.
Херодот је, примећујући моћ реке Ахелој која је трансформисала обалу, чак упоредио то са Нилом у овом погледу:
„Постоје и друге реке које су, иако не тако велике као Нил, имале значајне резултате. Нарочито (иако бих могао да наведем друге), ту је Ахелој, који тече кроз Акарнанију у море и већ је пола Ехинадских острва претворио у копно." (2.10, прев. Вотерфилд)
Кажу да се у давним временима звала Тоас, Аксен и Тестијус.

## Ток
Река Ахелој почиње на око 2000 м висине, на источној падини планине Лакмос у ланцу Пинда, у близини села Антоуса у најзападнијем делу округа Трикала. Једна од његових првих притока је Аспропотамос, што значи бела река.
Река тече углавном ка југу и чини део границе између округа Арта и Трикала, која је уједно и граница између Епира и Тесалије. Даље низводно, чини границу Арте и Кардице, а даље границу округа Етолија-Акарнанија и Евританија. Река се улива у акумулацију Кремаста, коју такође напајају реке Аграфиотис и Мегдовас.
На изласку из резервоара Кремаста, река тече југозападно у Етолију-Акарнанију, напајајући резервоар Кастраки, западно од ланца Панаитолико. 10 до 15 км низводно од овог језера, улива се у резервоар Стратос. Даље низводно, пролази кроз низију западно од Агриниона. Коначно се улива у Јонско море, 29 км западно од Мисолонгија.

## Насеља
Редоследом од узводног до низводног тока су насеља:
- Катафито
- Гардики
- Месохора
- Корифи
- Мирофило
- Петрото
- Гримпиана
- Месопиргос
- Нео Аргири
- Трипотамо
- Кастраки
- Стратос
- Палаиоманина
- Гоуриа
- Неохори

### Бране
На реци има пет брана. Од узводног ка низводном току постоји брана Месохора која је завршена 2001. године, али није попунила свој резервоар. Испод тога је брана Сикија која је делимично изграђена. Ниже су бране Кремаста (1965), Кастраки (1969) и Стратос (1989).

## Историја
У антици, Ахелој је била највећа и најславнија река у Грчкој, извирала је на планини Пинд, а након тока кроз планинску земљу Долопија и Аграјаца, улазила у равницу Акарнаније и Етолије близу Стратоса и улива се у Јонско море, у близини акарнанског града Енијаде. Касније је формирала границу између Акарнаније и Етолије, али у време Тукидида територија Енијаде се простирала источно од реке. Обично се назива река Акарнаније, али се понекад приписује Етолији. Њен општи правац је од севера ка југу. Њене воде су беличастожуте или крем боје, одакле потиче касније име Аспропотамо или Бела река, а на шта Дионисије Перигет вероватно алудира у епитету αργυροδινης. Перигет лоцира изворе реке близу места званог Халкис. Кажу да се у старо време звао Тоас, Аксен и Тестијус. У доњем делу свог тока, равница кроз коју протиче се у антици називала Парахелотис по реци. Ова равница је била слављена због своје плодности, иако је великим делом прекривена мочварама, од којих је неколико настало изливањем Ахелоја.
Године 1359. битка код Ахелоја између албанских снага под командом Петра Лоше и Епирске деспотовине под Нићифором II Орсинијем одиграла се код реке Ахелој. Нићифор II је поражен и убијен током битке, а на том подручју су успостављене две нове државе, деспотовина Арта и деспотовина Ангелокастрона и Лепанта.
Шездесетих година 20. века брана Кремаста била је у изградњи. Подручје није пошумљено. Градња бране, направљене од бетона, трајала је годинама, да би на крају поплавила део западног дела префектуре Еуританије. Брана укључује електрану са трансформаторским водовима на истоку. Брана обезбеђује струју за западни и централни део Грчке. Поплава је изазвала ерозију тла у неким поплављеним долинама. Брана Кастраки је низводно и завршена је 1969. године. Низводно од Кацикија, брана Стратос је завршена 1989. године.
Пројекат скретања реке Ахелој био је премет дебате од 1980-их. Предвиђа четири велике бране, Сикија, Месохора, Музаки и Пили, заједно са 17,4 км дугим каналом. Циљ пројекта је преусмеравање 600 000 000 m³ годишње воде реке на запад према Тесалијским равницама како би се помогло у наводњавању 240 000-380 000 ха углавном усева памука. Изградња на пројекту је неколико пута заустављена, последњи пут 2005. године, због еколошких и друштвених разлога.